# Nicolas Léonard Sadi Carnot
Nicolas Léonard Sadi Carnot (1. června 1796 – 24. srpna 1832) byl francouzský fyzik, zakladatel termodynamiky, známý především svými teoretickými pracemi o tepelných strojích.

## Život
Byl synem ministra války v době Napoleonovy vlády, generála Lazara Carnota. Vystudoval pařížskou École Polytechnique a poté nastoupil do armády, kde sloužil do roku 1828 jako poručík generálního štábu.
V roce 1821 se seznámil s parním strojem v Magdeburgu. Pokusil se popsat fyzikální model takového stroje.
Carnot zemřel ve věku 36 let na choleru.

## Dílo
Své závěry publikoval v roce 1824 v díle Úvahy o hybné síle ohně (Réflexions sur la Puissance Motrice du Feu). Popsal v něm cyklus stroje, kde probíhá ohřívání, expanze, ochlazení a opětné stlačení pracovního plynu, dnes známý jako Carnotův cyklus. Hlavním závěrem je fakt, že jakýkoli periodicky pracující tepelný motor má teoreticky (shora) omezenou účinnost. Podrobně to formulují dvě Carnotovy věty.